# Тевкелев Кутлу-Мухаммед Мамешович
Тевке́лев Кутлу́-Мухамме́д Маме́шович (Олексій Іванович Тевкелев, тат. Qotlımөxəmmət Mameş uğlı Təfkilev, Котлымөхәммәт Мамеш улы Тәфкилев, قوتلومحمد‎‎; *1674 — †1766) — татарський мурза з роду Тевкелевих, російський дипломат, засновник Челябінська, генерал-майор (1755).
Службу почав за Петра I, був перекладачем під час Прутського (1711) та Перського (1722—1723) походів. В 1716 році брав участь в експедиції князя О.Бековича-Черкаського в Середню Азію. З 1730-их років на військово-адміністративній службі в Оренбурзькому краї, помічник начальника Оренбурзької експедиції (1734) І. К. Кирилова. Брав участь в приєднанні Західного Казахстану (Малого Жузу) до Росії. 8 травня 1734 року став полковником, на початку 1750-их років начальник комісії іноземних справ, потім помічник І. І. Неплюєва. 4 вересня 1755 року став генерал-майором.
Заснував близько 20 фортець, серед яких Челябінськ та Орськ. Вів дипломатичні зв'язки з правителями казахських жузів та іншими державами Середньої Азії. Помер не задовго до початку Пугачовського повстання.